# مارینا هگرینگ
مارینا هگرینگ (انگلیسی: Marina Hegering؛ زادهٔ ۱۷ مهٔ ۱۹۹۰) بازیکن فوتبال اهل آلمان است.
از باشگاه‌هایی که در آن بازی کرده‌است می‌توان به باشگاه فوتبال اف‌سی‌آر ۲۰۰۱ دویسبورگ و باشگاه فوتبال زنان بایر ۰۴ لورکوزن اشاره کرد.
وی همچنین در تیم‌های ملی فوتبال Germany women's national youth football team#Germany women's national under-17 squad, Germany women's national youth football team#Germany women's national under-19 squad, Germany women's national youth football team#Germany women's national under-20 squad، و زنان آلمان بازی کرده‌است.